# Niesuł
Niesuł, Niesułka (masc.) – staropolskie imię męskie, złożone z dwóch członów: nie- (negacja) i -suł ("obiecywać" albo "lepszy, możniejszy"). Może oznaczać "mało znaczący", "taki sobie". Jest to jedno z najwcześniej notowanych w Polsce imion, po raz pierwszy zapisane w 1136 roku w formie Nessul w Bulli gnieźnieńskiej.  
Zobacz też:
- Niesułowice — 2 miejscowości w Polsce
- Niesułowo — 2 miejscowości w Polsce
- Niesułków
- Niesułów